# Basdeo Bissoondoyal

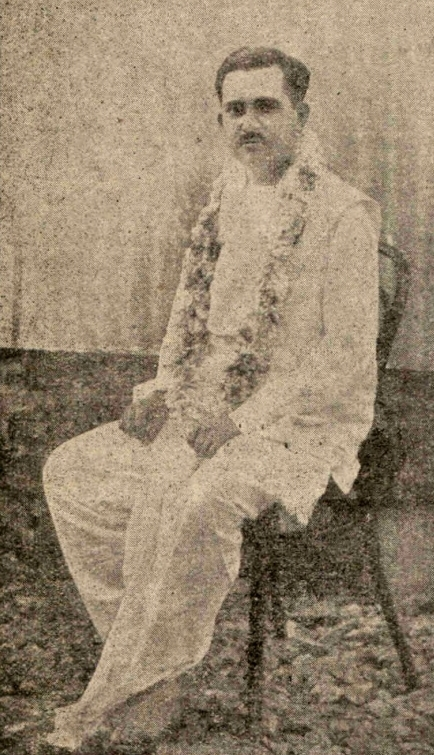
Basdeo Bissoondoyal (1948)

Basdeo Bissoondoyal (* 15. April 1906 in Tyack, Rivière des Anguilles; † 23. Juni 1991 in Souillac) war ein Volksaufklärer, Hindu-Missionar, Übersetzer und Schriftsteller aus Mauritius. Frühzeitig mit der Armut und der Rechtlosigkeit ehemaliger indischer Vertragsarbeiter in Berührung gekommen, setzte er sich sein Leben lang für eine größere Lebensqualität der indischen Bevölkerungsmehrheit in Mauritius ein. Er wählte dabei einen anderen Weg als die in den 1930er Jahren gegründete Mauritian Labour Party (Mauritische Arbeiterpartei), mit deren Führern sich Bissoondoyal zeitweise im Konflikt befand. Er versuchte, den indischen Arbeitern Zugang zu Bildung zu verschaffen, ihnen einen Eindruck vom kulturellen Reichtum ihrer Vorfahren zu geben und auf diese Weise ihr Selbstbewusstsein zu stärken. Auch wenn sich Bissoondoyal von direkter Agitation fernhielt, hatte seine soziokulturelle und religiöse Mission auch politische Folgen. So erreichte er mit einer Alphabetisierungskampagne, dass 1948 erstmals viele Inder in Mauritius an einer Wahl teilnehmen konnten und politische Repräsentation erlangten.
Bissoondoyal gilt heute als „nationale Figur“ und einer der Väter der Unabhängigkeit von Mauritius. Obwohl er nie an einer Hochschule lehrte, wurde er als Professor bezeichnet und als Pandit verehrt. Das größte Vorbild Bissoondoyals war Mahatma Gandhi, dem er zweimal in Indien persönlich begegnete.

## Leben

### Frühe Jahre
Basdeo Bissoondoyal verbrachte seine ersten Jahre mit zwei Brüdern und einer jüngeren Schwester in der Gemeinde Rivière des Anguilles im Süden von Mauritius, in der sich viele Menschen angesiedelt hatten, die, wie er selbst, Nachfahren von indischen Immigranten waren. Sein Vater, ein Händler, verstarb ebenso früh wie seine Mutter, die nur 27 Jahre alt wurde. Die Geschwister zogen 1913 in die Hauptstadt Port Louis, wo sich die Großmutter väterlicherseits um die Erziehung der Kinder kümmerte. Sie wuchsen in einem Viertel auf, in dem ehemalige indische Vertragsarbeiter (indentured labourers) lebten, die mit fünfjährigem Vertrag unter teils sklavenähnlichen Verhältnissen auf den vielen Zuckerrohrplantagen der Insel gearbeitet hatten.
Nach seinem Schulabschluss ließ sich Basdeo Bissoondoyal wie seine Brüder als Grundschullehrer ausbilden. Schon als 16-Jähriger begann er, zunächst in Port Louis, zu unterrichten. In dieser Zeit schloss er sich auch dem Arya Samaj an, einer vom indischen Gelehrten Dayananda ausgehenden Reformbewegung des Hinduismus, die Konzepte wie Bilderverehrung, Ahnenverehrung und Unberührbarkeit bekämpfte. 1926 verlegte er seine Lehrtätigkeit nach Saint Julien bei Flacq, wo er die Schüler an der dortigen Reetoo School auch in Hindi unterwies.

### Studium in Indien

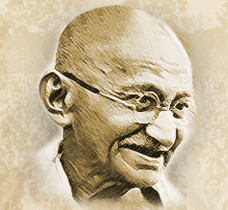
Mahatma Gandhi

1933 nahm Bissoondoyal, inzwischen 27 Jahre alt, ein Studium am Dayanand Anglo Vedic College (DAV College) in Lahore auf, das damals noch zu Britisch-Indien gehörte und damit wie Mauritius britischer Kolonialverwaltung unterstand. Er studierte neben Hindi auch Sanskrit und erlangte einen Bachelor-Abschluss. 1934 begrüßten die Studierenden seines Colleges Mahatma Gandhi in ihrem Wohnheim. Gandhi hatte sich zu diesem Zeitpunkt bereits den Ruf eines Vorkämpfers für ein freies Indien erworben und mit gewaltfreien Aktionen und zivilem Widerstand eine Reihe von Erfolgen errungen.
Bissoondoyal setzte seine Studien in Kalkutta fort, wo er sich mit indischer Religion und Philosophie befasste und den Master-Grad erwarb. Hier traf er 1937 Gandhi erneut. Allmählich reifte in ihm der Gedanke, nach Gandhis Vorbild eine Bewegung in Mauritius anzustoßen, die die Gleichberechtigung der indischen Bevölkerung herbeiführen sollte. Im Dezember 1938 kontaktierte ihn die erst kurz zuvor gegründete Mauritian Labour Party mit der Bitte, ihre Anliegen in der Partei des Indischen Nationalkongresses vorzutragen. Bissoondoyal, aufgrund seiner Gandhi-Kontakte inzwischen polizeilich überwacht, entschied sich jedoch, Indien zu verlassen.

### Jan Andolan
Als er im Dezember 1939 wieder in Mauritius ankam, sahen es verschiedene Kreise in Mauritius als dringlich an, die Situation der indischen Bevölkerungsmehrheit, die sich politisch und wirtschaftlich in völliger Abhängigkeit von den britischen und franko-mauritischen Eliten befand, wesentlich zu verbessern. Die Indo-Mauritier stellten zwei Drittel der Bevölkerung, hatten aber keinerlei politische Teilhabe. Die Arbeiter auf den Zuckerrohrfeldern, bei denen es sich überwiegend um Hindus handelte, lebten in großer Armut. Basdeo Bissoondoyal wies selbst in von ihm veröffentlichten Artikeln darauf hin, dass die Hindus im öffentlichen Dienst, bei der Polizei und in der Lehrerausbildung unterrepräsentiert waren, jedoch weit überdurchschnittlich von Arbeitslosigkeit betroffen waren und auch in großem Maße zur Gruppe der „zu Analphabetismus Verurteilten“ zählten. Zwei Drittel der Hindus konnten sich ihm zufolge keine zwei Mahlzeiten pro Tag leisten.
Seewoosagur Ramgoolam, der allmählich die Mauritian Labour Party dominierte, sah schon 1936 die Notwendigkeit einer grundlegenden Veränderung der sozioökonomischen Verhältnisse in Mauritius. Basdeo Bissoondoyal teilte diese Ansicht, mied aber direkte Parteiarbeit und ging seinen eigenen Weg. Er begann mit einer Reihe von öffentlichen Ansprachen, die streckenweise den Charakter von Predigten hatten. Mit didaktischen Auslegungen der vedischen Schriften, leicht fassbaren Erläuterungen zur indischen Religions- und Philosophiegeschichte, Ermunterungen zur Selbstbestimmung und gemeinsamem Gesang versuchte er, seinen Zuhörern einen Zugang zur eigenen Kultur zu vermitteln. Ähnlich wie der Arya Samaj stand er dem Kastensystem, wie es in Indien praktiziert wird, skeptisch gegenüber, weil es seiner Ansicht nach die Einheit der Inder verhinderte. In diesem Punkt ging er über Gandhi hinaus. Zu den wichtigsten Anliegen Bissoondoyals zählte es, unter seinen Anhängern Selbstachtung, Solidarität und Stolz zu erhöhen.
Die erste Andacht Bissoondoyals fand am 23. Dezember 1939 im Stadtteil Cassis in Port Louis statt und markierte den Beginn einer Graswurzelbewegung, die unter dem Namen Jan Andolan (wörtlich: Volksbewegung) bekannt wurde. Kamen zur ersten Rede kaum 25 Menschen, besuchten schon kurz darauf Tausende seine Veranstaltungen. Die Bewegung wurde als „Wirbelsturm“ bezeichnet, die vor allem Inder auf dem Land stark anzog. Seine Veranstaltungen folgten häufig demselben Muster. Nach den Worten Hindu Dharma Ki Jai (Lange lebe der Hinduismus) bat er einflussreiche lokale Persönlichkeiten, sich an der Entfaltung der Hindu-Flagge zu den Klängen eines Liedes zu beteiligen, dessen Text wie folgt begann: Yahan Aum ka jhanda ata hai / Soney walo jag chalo (etwa: Hier weht unsere Fahne, gebt euren Schlummer auf / Steht auf, wacht auf, vereinigt euch und schreitet voran, meine Glaubensbrüder). Bissoondoyal erschien wie Gandhi meistens im Dhoti, dem traditionellen Beinkleid indischer Männer. Die britische Kolonialverwaltung reagierte auf die Aktivitäten von Bissoondoyal mit zunehmendem Argwohn, der noch dadurch verstärkt wurde, dass sich der Redner nicht nur auf Gandhi, sondern auch auf Subhash Chandra Bose bezog, einem militanten Anführer der indischen Unabhängigkeitsbewegung.
Im September 1943 begannen Arbeiter auf einer Zuckerrohrplantage im Norden von Mauritius für höhere Löhne zu streiken. Der Konflikt konnte auf dem Verhandlungswege nicht gelöst werden und eskalierte, als Polizisten vier Arbeiter erschossen. Dieser heute als Massaker von Belle Vue Harel bezeichnete Vorfall stand nach Meinung einiger Forscher in unmittelbarem Zusammenhang mit dem „bissoondoyalistischen Kreuzzug“, der dieser Deutung zufolge Züge einer Theologie der Befreiung annahm. Bissoondoyal organisierte die Bestattung der vier Opfer und pries während der Veranstaltung, an der 1500 Menschen teilnahmen, den großen Mut der Streikenden.
Einen Höhepunkt der Jan-Andolan-Bewegung und gleichzeitig ein wichtiges Ereignis der mauritischen Geschichte des 20. Jahrhunderts bildete eine Maha Yaj genannte religiöse Zeremonie in Port Louis, die auf Bissoondoyals Initiative am 12. Dezember 1943 in Port Louis stattfand. Das Zweite Bataillon des Mauritius Regiment wurde in Alarmbereitschaft versetzt. Die britische Verwaltung stellte außerdem jeglichen Zugverkehr, damals das einzige öffentliche Transportmittel, ein, um die Teilnahme an der Zeremonie zu erschweren. Dennoch nahmen an ihr bis zu 60.000 Menschen teil, die teils aus weit entfernten Dörfern zu Fuß, mit Fahrrädern, auf Lastwagen und Ochsenkarren angereist waren. Die Zeremonie wurde vom Priester eines bekannten lokalen Hindutempels geleitet, während Bissoondoyal eine Rede in Hindi hielt und an die Werte erinnerte, die in den heiligen Schriften der Hindus bewahrt seien.

### Haftstrafen und Hungerstreik
Dem Zulauf, den Bissoondoyal erhielt, darunter auch von muslimischer Seite, begegnete die britische Verwaltung mit Repressionen. So verlangte sie von ihm, seine Andachten anzumelden und genehmigen zu lassen. Bissoondoyal antwortete, dass er „Hindu-Missionar“ sei und als „Mann der Religion“ kein Interesse daran habe, den öffentlichen Frieden zu stören. 1944 wurde Bissoondoyal dennoch zum ersten Mal verhaftet, nachdem er wiederholt die Genehmigungspflicht mit dem Argument ignoriert hatte, dass die Regelung einseitig nur für Hindus, nicht aber für christliche Redner gelte. Im Gefängnis begann er nach dem Vorbild Gandhis einen Hungerstreik und verlangte nach „angemessener Verpflegung“ für Hindu-Gefangene. Als die Nachricht vom Hungerstreik die Zuckerrohrfelder erreichte, legten viele Arbeiter aus Solidarität die Arbeit nieder, was den britischen Gouverneur Donald Mackenzie-Kennedy erzürnte: „Wenn ich sehe, dass die Felder nicht gejätet sind, dass mancherorts das Zuckerrohr nicht geschnitten ist, wenn ich höre, dass Männer einen ganzen Tag lang herumsitzen und nicht arbeiten, weil sich irgendein Verurteilter im Gefängnis eines Hungerstreiks erfreut [...], dann reißt mir der Geduldsfaden.“ Eine Petition mit 10.000 Unterschriften zugunsten Bissoondoyals wurde eingebracht, außerdem am 28. November 1944 ein Tag des Gebets für ihn abgehalten.
Bis 1949 wurde Bissoondoyal drei weitere Male zu Haftstrafen verurteilt. Zeitweise erwog die britische Kolonialverwaltung, ihn auf das 2000 Kilometer entfernt gelegene Atoll Diego Garcia im Indischen Ozean zu verbannen. Hierzu kam es nur deshalb nicht, weil sich einflussreiche Persönlichkeiten für ihn einsetzten.

### Bildungsinitiativen
Zu den Schwerpunkten der Arbeit von Jan Andolan zählten Bildungsinitiativen. Zwischen 1944 und 1949 entstanden überall im Land, zunächst im Süden, Hindu-Schulen, vermutlich mehr als 300 an der Zahl. Hier hatten große Teile der indo-mauritischen Bevölkerung, die ansonsten kaum Bildungsangebote erhielten, die Möglichkeit, schreiben und lesen zu lernen, die indische Kultur zu studieren und elementare Kenntnisse auf verschiedenen Gebieten zu erlangen. Abendkurse richteten sich speziell an die Plantagenarbeiter der Zuckerindustrie. Bissoondoyal ermutigte nicht zuletzt Frauen, die die Mauritian Labour Party weitgehend ignorierte, an Kursen teilzunehmen.
Parallel zu den Bemühungen Bissoondoyals, eine kulturelle Emanzipation für Indo-Mauritier aus bildungsfernen Schichten einzuleiten, wurde in Mauritius das Constitutional Consultative Committee (Beratender Verfassungsausschuss) ins Leben gerufen, das die seit 1885 unveränderte Verfassung des Landes reformieren sollte. Initiatoren wie Seewoosagur Ramgoolam und der den Bissoondoyal-Brüdern nahestehende Sookdeo Balgobin setzten durch, dass das Wahlrecht, das damals nur für Männer mit Einkommen, Vermögen oder Bildung galt, ausgeweitet wurde. Die Fähigkeit, seinen Namen in Hindi oder einer anderen auf Mauritius gesprochenen indischen Sprache zu schreiben, berechtigte zur Teilnahme an den allgemeinen Wahlen von 1948. Dank einer ausgedehnten Alphabetisierungskampagne, die Basdeo Bissoondoyal anführte, hatten viele Indo-Mauritier zum ersten Mal die Möglichkeit, wählen zu gehen. Die Mauritian Labour Party gewann 12 Parlamentssitze, während die Parti Mauricien, die die Interessen der franko-mauritischen Plantagenbesitzer vertrat, lediglich 7 Sitze ergatterte. Allerdings behielt die Parti Mauricien vorerst die Macht, da 12 weitere Abgeordnete zu ihren Gunsten ernannt wurden. Dennoch zeichnete sich eine Zeitenwende ab. Kulturelle Emanzipation und politische Repräsentation begannen, einander zu bedingen.

### Konflikte und Kooperationen
Vor allem in den 1940er Jahren befand sich Basdeo Bissoondoyal in ständigem Konflikt mit der kolonialen Verwaltung und auch der Polizei. Die Auseinandersetzungen führten zu Vorwürfen und gegenseitiger Abneigung. Der stellvertretende Polizeipräsident schrieb dem Gouverneur Mackenzie-Kennedy im Januar 1947 in gehässigem Unterton, dass Bissoondoyal mit seinen Aktivitäten „eine Menge Geld“ mache. Diese Einschätzung wurde von Familienmitgliedern und auch Historikern zurückgewiesen, die einen ausgesprochen bescheidenen Lebenswandel Bissoondoyals beschrieben. Doch auch Teile der indo-mauritischen Intellektuellen, die häufig ihre Ausbildung in Europa erhalten hatten, begegneten ihm mit Argwohn. Im führenden Organ der Intellektuellen, Advance, wurden die Veranstaltungen Bissoondoyals weder angekündigt noch gewürdigt.
Die Beziehungen zur Mauritian Labour Party waren zeitweise kompliziert und von Misstrauen geprägt. Obwohl Basdeo Bissoondoyal und die Partei ähnliche Zielsetzungen verfolgten, gab es in Detailfragen oft Meinungsverschiedenheiten. Dies hielt Bissoondoyal jedoch nicht davon ab, einzelne Kandidaten der Partei bei Wahlen zeitweise zu unterstützen, so etwa den Gewerkschafter Guy Rozemont. Ein vertrauensvolles Verhältnis pflegte er zu Edgar Millien, dem Herausgeber der elitenkritischen Zeitung L’Oeuvre. Außerhalb der Politik kooperierte er mit Persönlichkeiten wie Abdool Wahab Foondun, Permal Soobrayen und Mootoocoomaren Sangeelee, die sich dafür einsetzten, dass neben Hindi weitere Sprachen des indischen Subkontinents, darunter Urdu und Tamil, an den Schulen unterrichtet wurden. Zu seinen langjährigen Gesprächspartnern zählte der Schriftsteller Malcolm de Chazal.
Besonders eng arbeitete Bissoondoyal mit seinen Brüdern zusammen. Nachdem der älteste von ihnen, Soogrim, 1939 jung starb, intensivierte sich der Kontakt zwischen Basdeo und dem jüngsten der Brüder, Sookdeo. Mit ihm plante er viele Aktionen gemeinsam, z. B. den Boykott der lange sehr populären Pferderennen Les courses malbar. Dabei handelte es sich um einen Renntag im September, an dem die Arbeiter der Zuckerrohrplantagen freinehmen konnten. Zu den Gepflogenheiten der Veranstaltung auf dem traditionsreichen Champ de Mars gehörten verletzende Sticheleien gegen die Verlierer der Rennen, außerdem Trinkgelage und Glücksspiele. Der Feldzug gegen diese Veranstaltung, die nach Meinung Bissoondoyals vor allem die Würde der Indo-Mauritier untergrub, führte schnell zum Erfolg: Der Renntag wurde aus dem jährlichen Programm gestrichen. Als sich Indien und Pakistan im August 1947 für unabhängig erklärten, nahmen Basdeo und Sookdeo Bissoondoyal dies zum Anlass für eine große Feier in Port Louis. Zu diesem Zeitpunkt dürften die Brüder, vor allem Basdeo, eine Unabhängigkeit von Mauritius, nach dem Vorbild Indiens, längst ins Auge gefasst haben. Historikern gilt er als einer der ersten Intellektuellen in Mauritius, die die Souveränität des Landes als Ziel erwogen hätten. Seine Emanzipations- und Bildungsarbeit im Milieu politisch ausgegrenzter indischstämmiger Menschen waren ein wichtiger Schritt in diese Richtung.

### Aktivitäten ab 1950
Basdeo Bissoondoyals jüngerer Bruder Sookdeo war nach der Verfassungsreform von 1948 als einer von elf Indo-Mauritiern in den Legislative Council (Gesetzgebenden Rat) gewählt worden. 1953 wurde er wiedergewählt. Einige Jahre später, 1958, gründete er seine eigene Partei, den Independent Forward Bloc (IFB), der bei der Wahl 1959 sechs Sitze gewann. Sookdeo Bissoondoyal wurde zum Minister für Kommunalverwaltung und Genossenschaftswesen ernannt. 1967 gewann ein Bündnis aus IFB, Mauritian Labour Party und Muslim Committee of Action, das als Independence Party (Unabhängigkeitspartei) firmierte, die Wahlen von 1967. Explizites Ziel des Bündnisses war die Souveränität von Mauritius, die 1968 erlangt wurde. Der IFB galt innerhalb der Independence Party als politischer Arm der Jan-Andolan-Bewegung, der energisch die Interessen der Indo-Mauritier vertrat.
Basdeo Bissoondoyal stimmte sich eng mit seinem Bruder Sookdeo ab und unterstützte ihn, griff aber in das politische Tagesgeschäft nicht ein. Ab etwa 1950 trat Basdeo zunehmend in den Schatten von Sookdeo, ohne jedoch seine Tätigkeit als Redner aufzugeben. Mehrmals sprach er auf Veranstaltungen, die an bedeutende Ereignisse der Vergangenheit erinnerten. So gedachte er im Mai 1957 auf einer großen Kundgebung in Rose Hill des Indischen Aufstandes von 1857, des ersten massiven Widerstandes gegen die Kolonialherrschaft der Britischen Ostindien-Kompanie. Am 4. Dezember 1960 würdigte er am 150. Jahrestag des entscheidenden Sieges der Briten über die Franzosen – und damit des Beginns der britischen Herrschaft in Mauritius – den wichtigen militärischen Beitrag der Sepoys (indische Soldaten). 1964 feierte er in einer großen Rede den 150. Todestag des französischen Schriftstellers Jacques-Henri Bernardin de Saint-Pierre, der in seinem kurzen Roman Paul et Virginie (1788), dem Nationalwerk von Mauritius, die Sklaverei auf der Insel in Frage gestellt hatte. In ähnlicher Weise hob er auf einer Veranstaltung im Jahr 1969 die Verdienste des liberalen Plantagenbesitzers Adolphe de Plevitz hervor, der um 1870 die menschenunwürdige Behandlung der indischen Vertragsarbeiter auf den Zuckerrohrfeldern angeprangert hatte und daraufhin von Vertretern seiner eigenen Klasse auch physisch attackiert worden war. Mit Reden dieser Art schuf Bissoondoyal ein historisches Bewusstsein und ermunterte zur Etablierung eigener Perspektiven.
Insgesamt soll Basdeo Bissoondoyal bis an sein Lebensende im Jahr 1991 etwa 6000 Andachten und Reden gehalten haben. Bei seinen Veranstaltungen stellte er in der Regel ein Foto von Mahatma Gandhi auf, dessen Lehren er stets verbunden blieb. Parallel zu seinen öffentlichen Auftritten gab er von 1948 bis 1977 die in vierzehntägigem Rhythmus erscheinende Zeitschrift Zamana heraus. In verschiedenen Organen publizierte Bissoondoyal an die 300 Artikel, außerdem ein Dutzend Bücher in Englisch, 10 in Hindi und 5 auf Französisch. Er schrieb vor allem über historische, religiöse und philosophische Themen. Daneben gab er ein Wörterbuch Französisch-Hindi und ein Andachtsbuch heraus. Für Mauritius bedeutsame belletristische Schriften – neben Paul et Virginie auch Alexandre Dumas’ frühen Roman Georges – übersetzte er ins Hindi.

## Nachruhm
In den 1980er Jahren, als in Mauritius die Einführung einer neuen republikanischen Verfassung diskutiert wurde, war Basdeo Bissoondoyal zeitweise als erster Präsident vorgesehen. Er lehnte dieses Amt jedoch ab und blieb damit seiner Linie treu, sich nicht direkt in politische Angelegenheiten einzumischen. Dennoch gilt er heute mit seinen Beiträgen zur kulturellen Selbstbestimmung der indischen Bevölkerungsmehrheit als „une des grandes figures de l’histoire moderne de Maurice“ (eine der großen Persönlichkeiten in der modernen Geschichte von Mauritius). Selbst der langjährige Vorsitzende der Mauritian Labour Party und erste Premierminister von Mauritius, Seewoosagur Ramgoolam, erkannte Bissoondoyals Beitrag auf dem Weg zur Unabhängigkeit des Landes an, obwohl die Beziehungen der Männer lange von Differenzen geprägt waren.
In der mauritischen Hauptstadt Port Louis ist die Basdeo Bissoondoyal Esplanade unweit des Hafens nach ihm benannt. An der Le Caudan Waterfront ist eine Statue ihm zu Ehren errichtet worden. Die größte Schule des Landes, das Professor Basdeo Bissoondoyal College in Flacq, wurde im September 1991 nach ihm umbenannt.
Am 8. Februar 2005 wurde mit einem entsprechenden Gesetz der Basdeo Bissoondoyal Trust Fund ins Leben gerufen. Zu den Aufgaben der Stiftung zählen die Pflege des Werkes von Bissoondoyal sowie die Organisation von Seminaren, Konferenzen und Ausstellungen zu Aspekten seiner Arbeit. Ein langfristiges Ziel ist die Errichtung eines Basdeo Bissoondoyal Memorial Library and Documentation Centre, das in der langjährigen Wohnung Bissoondoyals in Port Louis untergebracht werden soll.

## Werke (Auswahl)

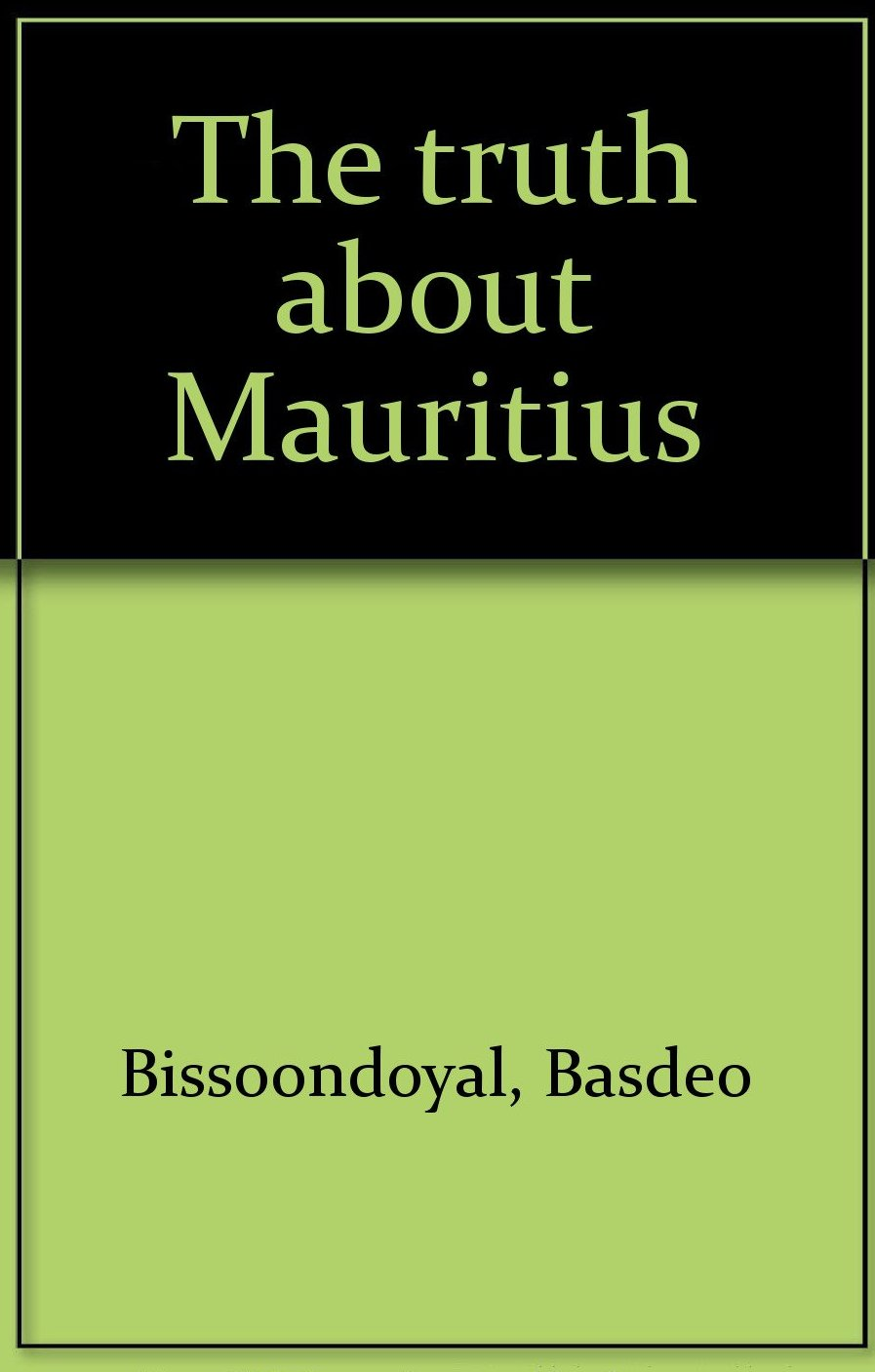
Basdeo Bissoondoyal, The Truth about Mauritius, Neuauflage 1987, Buchcover

### Gesammelte Werke
- Selected Works of Basdeo Bissoondoyal, hrsg. von U. Bissoondoyal, Mahatma Gandhi Institute, Moka 1991 [nur Band 5 erschienen].

### Einzeltitel
- Hindu Scriptures, Macmillan, London 1960.
- Le Procès Bissoondoyal. Texte du prof. B. Bissoondoyal et considérations de Jean Érenne, hrsg. von Jean Érenne [i.e. René Noyau], Paris 1964.
- Les hindous et leurs écritures sacrées, Aydar, Paris 1965.
- France looks at Modern India, Bharatiya Vidya Bhavan, Bombay 1966.
- India in French Literature, Luzac, London 1967.
- They loved Mother India, Bharatiya Vidya Bhavan, Bombay 1967.
- The Truth about Mauritius, Bharatiya Vidya Bhavan, Bombay 1968.
- Deux Indiens illustres: Dayananda et Gandhi, Aydar, Paris 1968.
- The Message of the Four Vedas, being the Essence of Hinduism, Orient Longman, Delhi 1972.
- Mahatma Gandhi. A new Approach, Bharatiya Vidya Bhavan, Bombay 1975.
- India in World Literature, Luzac, London 1976.
- Gītā kā adbhuta sandeśa: parama gīta, Rājapāla, Dillī 1978.
- Life in Greater India. An Autobiography, Bharatiya Vidya Bhavan, Bombay 1984.
- The Essence of the Vedas and Allied Scriptures, Crest Publishing House, New Delhi 1993.